# Vockenrod
Vockenrod ist ein Ortsteil der Gemeinde Antrifttal im mittelhessischen Vogelsbergkreis.

## Ortsgeschichte

### Mittelalter und frühe Neuzeit
Vockenrod wurde vermutlich im 12. Jahrhundert zusammen mit dem Erbleihehof Hermannshain gegründet. Die Ersterwähnung stammt aus dem Jahre 1263 vom 14. Oktober: „in villis, videlicet in Lyderbach, in Disroth, in Vokkinrode ...“ (in den Dörfern, nämlich Liederbach, in Disroth und in Vockenrod.) 1283 war der Ort Teil des ziegenhainischen Gerichts Katzenberg mit Sitz in Ruhlkirchen. Aus diesem Jahr stammt die urkundliche Nennung: „in Fockenrode et in Borchendorf.“ (In Vockenrod und in Burkendorf.) „... in villa Vockenrot sitos“ (im Dorf Vockenrod gelegen) heißt es am 2. Juli 1303. 1263 und 1303 wird als Siedlungsform villa erwähnt.
Der Ortsname wird in der Namensforschung von dem Rufnamen „Focco“, einer kindersprachlichen Form von „Folco“ abgeleitet. Im Kreis Melsungen findet sich der Ort Vockenrode-Dinkelberg.
Ende des 14. Jahrhunderts wurden Vockenrod und Hermannshain im Streit zwischen der Landgrafschaft Hessen und dem Erzbistum Mainz zerstört und erst nach über 100 Jahren wieder besiedelt. Das Dorf unterstand als Teil des Gerichts Katzenberg nacheinander verschiedenen Herren, dem Deutschen Orden, Hans von Dörnberg d. J., dem Landgrafen von Hessen und dem Erzbistum Mainz.
Die Bauernkriege und der Dreißigjährige Krieg brachten neben Raub, Plünderung, Vergewaltigung, Misshandlung auch mannigfache Zerstörung. So zählte die Gemeinde 1580 zwanzig Hausstellen, 1630 jedoch nur noch zwölf.
1670 stritten sich die Orte Vockenrod und Alsfeld-Reibertenrod um die Hutegerechtigkeit.

### Neuzeit
Anfang des 19. Jahrhunderts ging das Dorf mit dem gesamten Gericht Katzenberg als Folge des Reichsdeputationshauptschlusses aus Kurmainzer Besitz an Kurhessen über. Mit dem Friedensvertrag zwischen dem Königreich Preußen und dem Großherzogtum Hessen vom 3. September 1866 im Anschluss an den Krieg von 1866 fielen die Dörfer des „Distrikts Katzenberg“ an das Großherzogtum. In Vockenrod galt damals kurhessisches Recht. Dieses behielt seine Geltung auch während der Zugehörigkeit zum Großherzogtum Hessen ab 1866. Es wurde zum 1. Januar 1900 von dem einheitlich im ganzen Deutschen Reich geltenden Bürgerlichen Gesetzbuch abgelöst.
Im Zuge der Gebietsreform in Hessen schlossen sich am 31. Dezember 1971 die fünf Gemeinden Bernsburg, Ohmes, Ruhlkirchen, Seibelsdorf und Vockenrod zur neuen Großgemeinde Antrifttal zusammen.

### Einwohnerentwicklung
Quelle: Historisches Ortslexikon
- 1961: 4 evangelische (= 1,41 %), 279 katholische (= 98,24 %) Einwohner

| Vockenrod: Einwohnerzahlen von 1834 bis 2014 | Vockenrod: Einwohnerzahlen von 1834 bis 2014 | Vockenrod: Einwohnerzahlen von 1834 bis 2014 | Vockenrod: Einwohnerzahlen von 1834 bis 2014 | Vockenrod: Einwohnerzahlen von 1834 bis 2014 |
| --- | -------------------------------------------- | -------------------------------------------- | -------------------------------------------- | -------------------------------------------- |
| Jahr |                                              |                                              |                                              | Einwohner                                    |
| 1834 | 1834                                         |                                              | 245                                          | 245                                          |
| 1840 | 1840                                         |                                              | 247                                          | 247                                          |
| 1846 | 1846                                         |                                              | 287                                          | 287                                          |
| 1852 | 1852                                         |                                              | 279                                          | 279                                          |
| 1858 | 1858                                         |                                              | 280                                          | 280                                          |
| 1864 | 1864                                         |                                              | 233                                          | 233                                          |
| 1871 | 1871                                         |                                              | 273                                          | 273                                          |
| 1875 | 1875                                         |                                              | 269                                          | 269                                          |
| 1885 | 1885                                         |                                              | 258                                          | 258                                          |
| 1895 | 1895                                         |                                              | 266                                          | 266                                          |
| 1905 | 1905                                         |                                              | 254                                          | 254                                          |
| 1910 | 1910                                         |                                              | 282                                          | 282                                          |
| 1925 | 1925                                         |                                              | 252                                          | 252                                          |
| 1939 | 1939                                         |                                              | 267                                          | 267                                          |
| 1946 | 1946                                         |                                              | 416                                          | 416                                          |
| 1950 | 1950                                         |                                              | 392                                          | 392                                          |
| 1956 | 1956                                         |                                              | 311                                          | 311                                          |
| 1961 | 1961                                         |                                              | 284                                          | 284                                          |
| 1967 | 1967                                         |                                              | 296                                          | 296                                          |
| 1970 | 1970                                         |                                              | 313                                          | 313                                          |
| 2008 | 2008                                         |                                              | 334                                          | 334                                          |
| 2011 | 2011                                         |                                              | 328                                          | 328                                          |
| 2014 | 2014                                         |                                              | 297                                          | 297                                          |
| Datenquelle: Historisches Gemeindeverzeichnis für Hessen: Die Bevölkerung der Gemeinden 1834 bis 1967. Wiesbaden: Hessisches Statistisches Landesamt, 1968. Weitere Quellen: |                                              |                                              |                                              |                                              |

## Kirche

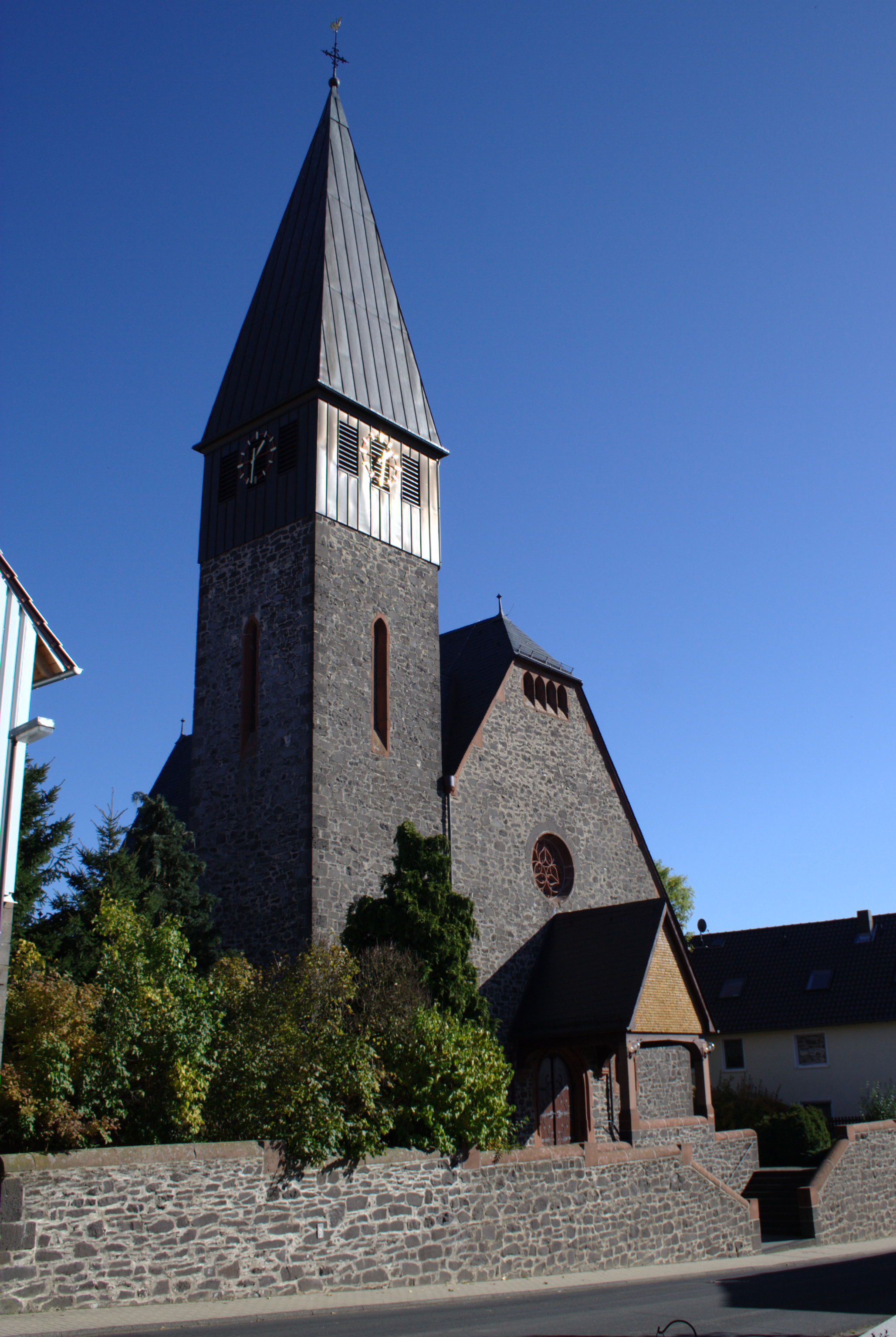
Kirche in Vockenrod

Die heutige Kirche wurde erst 1908 unter der Leitung des Mainzer Architekten Greifzu gebaut (überwiegend in Eigenleistung der Bürger) und der „Allerheiligsten Jungfrau Maria“ sowie dem Heiligen Bonifatius als Nebenpatron geweiht. Sie kostete 40.568 Mark. In ihrem Inneren weist sie Jugendstilelemente auf sowie einen bemerkenswerten Altar, unter anderem mit Darstellungen aus dem Leben des heiligen Bonifatius.